# 첨저선
첨저선(尖底船)은 길고 좁은 각재 하나만을 바닥에 깔고 그것을 뼈대로 외판을 붙여나가는 배를 말한다

## 개요와 특징
배의 바닥이 V형으로 뾰족하여 직진 기동력에서 유리하지만 선체 하부의 구조가 좁아서, 화포를 발사할 때의 반동을 흡수하기가 평저선보다 불리하다.

세종 16년(1434년)에 갑조선을 검토하면서 함선을 평저선에서 첨저선으로 개혁하기도 했으나 문종 원년(1451년)에 다시 평저선으로 바꾸었다.

## 같이 보기
- 거북선
- 검선
- 맹선
- 비거도
- 창선
- 윤선
- 평저선
- 판옥선